# Koppe radiata
Koppe radiata is een spinnensoort uit de familie van de bodemzakspinnen (Liocranidae).
De wetenschappelijke naam van de soort werd in 1881 als Oedignatha radiata gepubliceerd door Tord Tamerlan Teodor Thorell.